# James Geoghegan
James Geoghegan (8 décembre 1886-27 mars 1951) est un homme politique irlandais du Fianna Fáil, avocat et juge qui est juge à la Cour suprême de 1936 à 1950, procureur général d'Irlande de novembre 1936 à décembre 1936 et ministre de la Justice de 1932 à 1933. Il est Teachta Dála (TD) pour la circonscription de Longford – Westmeath de 1930 à 1936.

## Jeunesse
Geoghegan est né à Walshestown, dans le comté de Westmeath, fils de Thomas Geoghegan, agriculteur, et de son épouse Bridget (née Carney). Il fait ses études à CBS Mullingar.

## Carrière
Geoghegan adopte la profession d'avocat. Il est admis comme avocat à l'âge de 21 ans et exerce à Cavan et Monaghan. Abandonnant le côté avocat de la profession, il est admis au Barreau d'Irlande le 1er novembre 1915 et au Barreau d'Angleterre en 1923. Il exerce avec succès en tant que conseiller junior avant d'être admis au barreau intérieur d'Irlande en 1925.
Geoghegan est un Redmondite pro-Traité et rejoint Cumann na nGaedheal au début des années 1920. Il entre en contact avec le Fianna Fáil alors qu'il fait partie de ceux qui conseillent Éamon de Valera sur le paiement des rentes foncières, et en 1930, il rejoint ce parti. Il est élu au Dáil Éireann lors d'une élection partielle le 13 juin 1930 en tant que député du Fianna Fáil pour la circonscription de Longford – Westmeath. Lorsque le Fianna Fáil prend ses fonctions en 1932, il est nommé ministre de la Justice. Il s'agit d'un poste sensible, car c'est le premier changement de gouvernement depuis la guerre civile. En plus d'être justifié par son expertise juridique, le choix de Geoghegan, avec son expérience Cumann na nGaedheal, rassure l'opposition quant aux intentions de de Valera. Il occupe ce poste pendant près d'un an avant de démissionner pour reprendre sa carrière d'avocat. L'un des derniers actes de Geoghegan avant sa démission est de signer le fameux ordre d'expulsion d'Irlande de James Gralton, le seul citoyen irlandais à avoir jamais été expulsé par l'État irlandais. L'historien Dónall Ó Drisceoil suggère que la position de Geoghegan en tant que chevalier de Saint Colomban est la raison pour laquelle il a cédé à la pression de l'Église catholique pour expulser le « communiste » Gralton.
Au cours des années suivantes, il représente le gouvernement dans un certain nombre de poursuites judiciaires importantes.
En 1936, Geoghegan devient procureur général d'Irlande. servant pendant moins de deux mois. Malgré son bref mandat, il aide le gouvernement dans la préparation et la promulgation de la loi sur les relations extérieures, avant d'être nommé juge à la Cour suprême le 22 décembre 1936. Il démissionne de son siège au Dáil. Geoghegan reste à la Cour suprême jusqu'à sa retraite, pour raisons de santé, en avril 1950. Son fils, Hugh Geoghegan, est nommé à la Cour suprême d'Irlande en 2000.
Geoghegan souffre de problèmes de santé pendant plusieurs années avant de prendre sa retraite. Il meurt à Portobello House, Dublin le 27 mars 1951.